# Смърт на фашизма, свобода на народа!
„Смърт на фашизма, свобода на народа!“ (на сръбски: Смрт фашизму, слобода народу, на хърватски: Smrt fašizmu, sloboda narodu!; на словенски: Smrt fašizmu, svoboda narodu!; на македонска литературна норма: Смрт на фашизмот, слобода за народот) е разпространен лозунг по време на Втората световна война на антифашистите в Югославия и в България от 1942 г.

## Употреба през войната

### Окупирана Югославия
За първи път изразът се среща като заглавие на статия в хърватския партизански орган Vjesnik през август 1941 г.
Изразът получава известност от Валево, където за взривяването на влакова композиция с човешки жертви и големи материални щети е обесен херцеговинският сръбски комунист и партизанин Степан Филипович на 22 май 1942 г. Преди да увисне на въжето, той вдига ръцете си със свити юмруци и извиква „Смърт на фашизма, свобода на народа!“. От тогава този израз става лозунг в югославската антифашистска съпротива.
Освен това, по подобие на поздрава „Ротфронт“, членовете на антифашистското движение използват фразата в началото на общуването си помежду си както в официална, так и в неофициална обстановка. Първият човек вдига ръка със стиснат юмрук и произнася „Смърт на фашизма!“, а вторият повтаря неговия жест и казва „Свобода на народа!“

### Царство България
Скоро след навлизането му сред югославските антифашисти изразът започва да се употребява и в българското антифашистско движение.
Най-ранната документирана употреба е в апелите на организацията на БКП в Плевенско от 17 юли 1942 г. по изпълнението на програмата на Отечествения фронт. и в позив на ОФ в Плевен от 25 октомври 1942 г.
През пролетта на 1943 г. е в позивите на Народна бойна дружина „Чавдар“ в Ловешко. По време на есенно-зимната правителствена офанзива (1943) срещу партизанското движение, провеждана от правителството на Добри Божилов, с лозунга завършва Окръжно № 1 на ЦК на БРП от октомври 1943 г.
Лозунгът не е използван в основните програмни документи на Отечествения фронт.

## Употреба след войната
По-късно в Югославия и България е използван при паметници на партизанското движение и загинали партизани, в българска паметна значка от 1946 г. и паметен югославски медал (7960 наградени) от 1965 г.
В сайта на Комунистическата партия на България употребата на фразата се среща и днес.